# THE LAST
『THE LAST』（ザ・ラスト）は、スガシカオの10枚目のオリジナル・アルバム。

## 概要
『FUNKASTiC』から5年8ヶ月ぶりの新作
SPEEDSTAR RECORDS移籍第一弾作品。独立前の所属レーベルだったオーガスタレコードからリリースされたベスト・アルバム『THE BEST -1997～2011-』と同時発売。

## 制作
2011年10月にオフィスオーガスタからの独立を発表したスガが、当時掲げた目標として「50歳までに、スガ シカオの集大成になるようなアルバムを完成させる」と公言しており、それが実際に形となったアルバム。共同プロデューサーとして小林武史が参加している。
タイトルは、スガがスタッフに『このアルバムが最後のつもりで作ってる』と話をしたら、タイトルは「LAST」にしたらどうかと提案されたことから。その後「最新の」という意味合いもある「THE」を付けることでアルバム名が決定した。上記の通り、スガの集大成のアルバムとなったことから、スガ自身も、これから先このアルバムを超えるアルバムを作る自信は今はないと述べている。

## リリース形態
「完全生産限定盤（CD+DVD付）」「初回限定盤（CD付）」「通常盤」の3種同時リリース。
初回限定盤には、スガが独立してから発表した楽曲から11曲をリマスタリングし収録したCD『THE BEST』が付属。
完全生産限定盤にはCD『THE BEST』、SPECIAL DVD「ぶらり途中下車しない旅 〜伊豆急行 語らひ編〜」と「ベビー“ガス カシオ”ぬいぐるみ」が特製BOXに封入されている。

## 収録曲
各形態共通
1. ふるえる手（3:20）[1]
  - アストライドの序章となる曲。
  - 歌詞はスガの父親との実体験がモデルとなっている[2]。
2. 大晦日の宇宙船（5:22）[1]
  - 中盤の間奏のコードがふるえる手と同じになっている。
3. あなたひとりだけ 幸せになることは 許されないのよ（4:09）[1]
  - 過去に何度も楽曲を提供してきた、CLAMPの漫画及びアニメ・実写ドラマ「XXXHOLiC」を題材にした曲[3]。また、CLAMPはこの楽曲をもとに「xxxHOLiC」特別編を描き下ろし、2015年12月7日発売のヤングマガジン2016年1号に掲載された。
4. 海賊と黒い海（4:53）[1]
5. おれ、やっぱ月に帰るわ（3:46）[1]
  - アルバムのジャケット写真を撮影したインベカヲリの写真集「やっぱ月帰るわ、私。」を読んだスガが、写真集に写り込んでるものをどうにかして言葉にできないかなと思い制作した楽曲。
  - タイトルもインベの写真集のタイトルをもじったものになっている。
6. ごめんねセンチメンタル（3:56）[1]
7. 青春のホルマリン漬け（3:24）[1]
  - スガが当時付き合っていた女性と日暮里のラブホテルに行ったことがモデルとなっている。
8. オバケエントツ（4:50）[1]
  - 仮タイトルは「SAND」。
  - スガが当時付き合っていた女性とお化け煙突近辺を歩いたことがモデルである。
  - スガは「歌詞の中に登場する女性」「夜空ノムコウに出てくる女子」「黒いシミに出てくる少女」「性的敗北の二股女子」が同一人物である[4]ことをTwitterで明かしている。
9. 愛と幻想のレスポール（4:06）[1]
10. 真夜中の虹（3:49）[1]
  - 仮タイトルは「USB」。
  - 2005年の当時、ハワイで「夏陰～なつかげ～」や「コンビニ」などの楽曲を一緒に制作したスティーブが、末期ガンで闘病中だということを知り見舞いに行くも、彼に何も気の利いた言葉もかけられず、ハワイから帰ってきてしまったダメな自分を表現しようと書かれたもの。
  - タイトルの「真夜中の虹」は、ハワイでごく稀にしか見ることが出来ない夜の虹のことを表している。
  - この楽曲の制作模様は「プロフェッショナル 仕事の流儀」でも放送され、作詞だけに1か月近く費やした。
11. アストライド(Album Mix)（4:36）[1]
  - 34thシングル「アストライド/LIFE」収録。

初回盤・完全生産限定盤付属『THE BEST』
1. Re:you（4:08）[5]
2. 傷口（3:48）[5]
3. Festival（3:29）[5]
4. アイタイ（3:55）[5]
5. したくてたまらない（4:36）[5]
6. 赤い実（3:03）[5]
7. 赤い実（remix）（4:14）[5]
8. 情熱と人生の間（3:46）[5]
9. 航空灯（4:51）[5]
10. LIFE（4:58）[5]
11. モノラルセカイ（3:45）[5]

特記以外全作詞・作曲・編曲：スガシカオ
作曲：スガシカオ,坂本竜太,岸田容男,田中義人,pochi（5）
編曲：スガシカオ,湯本淳希（8）／小林武史,四家卯大（10）
Remix：DJ Starscream（7）
完全生産限定盤付属DVD「ぶらり途中下車しない旅～伊豆急行 語らひ編～」

## 演奏
- トータルプロデュース：小林武史
- 作詞・作曲・ボーカル：スガシカオ
- 編曲：小林武史(#1,2,8)、スガシカオ(#2,3,5,7,9,10)、C.C.KING(#4)、田中義人(#6)、森俊之(#11)
- キーボード：小林武史(#1,2,8)、森俊之(#11)
- ピアノ：小林武史(#10)
- ギター：スガシカオ(#1-3,5-9,11)、田中義人(#4)、JUON(#10)
- ベース：スガシカオ(#1-3,6-9)、松原秀樹(#4)、坂本竜太(#5)、山口寛雄(#11)
- ドラムス：あらきゆうこ(#1)、金子ノブアキ(#2)、玉田豊夢(#4,11)、沼澤尚(#6)、屋敷豪太(#8)、FUYU(#10)
- ストリングス：四家卯大ストリングス(#1,8)、金原千恵子カルテット(#11)